# آل جنكيز
الجنكيزيون هم أفراد من نسل جنكيز خان، وزوجته الأولى بورتي. كانت هذه السلالة، التي تطورت من قبيلة بورجيجين [الإنجليزية] التابعة لجنكيز خان، تحكم الإمبراطورية المغولية والدول التي خلفتها. إن "مبدأ جنكيز خان" هو أن أحفاد جنكيز خان وبورتي فقط هم من يمكن أن يكونوا حكامًا شرعيين للعالم المغولي أو ما بعد المغول؛ وفعلًا سيتمّ ذلك لعدة قرون، حتى سقوط خيوة وبخارى في عام 1920 م، وهما آخر الدول التي حكمها أبناء جنكيز خان.
كان قبيلة بورجيجين [الإنجليزية]، هم أحفاد كايدو [الإنجليزية]، أحد زعماء المغول الأوائل. وفي البداية كانوا إحدى العشائر العديدة التي سكنت قلب موطن المغول [الإنجليزية]. وُلِد جنكيز خان ق. 1162، وهو ابن محارب بورجيجيني يُدعى يوسغي، الذي كان عضوًا في عشيرة كيات الفرعية؛ وعلى مدى العقود التالية، أخضع أو قتل جميع المنافسين المحتملين، من قبيلة بورجيجين [الإنجليزية] وغيرهم. بحلول الوقت الذي أسس فيه جنكيز خان إمبراطورية المغول في عام 1206، كانت قبيلة بورجيجين [الإنجليزية] الوحيدة المتبقية من أحفاد يسوغي. لقد شكلوا ما يُعرف بـألتن أورغ ("العائلة الذهبية") وحكموا الإمبراطورية. ومن بين هؤلاء، كان أحفاد جنكيز خان وزوجته الأولى بورتي يتمتعون بأعلى مرتبة؛ وكان مبدأ جنكيز خان هو أن هذا النسب المعين كانوا الحكام الشرعيين الوحيدين. اعتقدت الأيديولوجية الدينية المغولية أن الجنكيزيين سوف يصبحون في نهاية المطاف حكام العالم أجمع.
بسبب الغزوات المغولية، أصبح الجنكيزيون حكام معظم أوراسيا، حتى بعد انقسام الإمبراطورية المغولية إلى دول خليفة: القبيلة الذهبية، وخانية الجاجاتاي، والإلخانات، وسلالة يوان. وقد اعتنقوا جميعًا عدا سلالة يوان الإسلام.